# Lingfeng
Lingfeng (kinesiska: 灵峰镇, 灵峰) är en köping i Kina. Den ligger i den autonoma regionen Guangxi, i den södra delen av landet, omkring 390 kilometer öster om regionhuvudstaden Nanning. Antalet invånare är 6635. Befolkningen består av 3 165 kvinnor och 3 470 män. Barn under 15 år utgör 25,0 %, vuxna 15-64 år 66 %, och äldre över 65 år 7,0 %.
Genomsnittlig årsnederbörd är 2 157 millimeter. Den regnigaste månaden är maj, med i genomsnitt 326 mm nederbörd, och den torraste är februari, med 42 mm nederbörd.